# Uppsala Basket
El Uppsala Basket es un equipo de baloncesto sueco que compite en la Basketligan, la primera división del país. Tiene su sede en la ciudad de Uppsala. Disputa sus partidos en el Fyrishov, con capacidad para 3000 espectadores. 

## Resultados en la Liga sueca
| Temporada | División | Liga        | Posición | Play-Offs        | Competición Europea |
| --------- | -------- | ----------- | -------- | ---------------- | ------------------- |
| 2010–11   | 1        | Basketligan | 5        | Cuartos de final | -                   |
| 2011–12   | 1        | Basketligan | 5        | Cuartos de final | -                   |
| 2012–13   | 1        | Basketligan | 2        | Semifinales      | -                   |
| 2013–14   | 1        | Basketligan | 5        | Semifinales      | -                   |
| 2014–15   | 1        | Basketligan | 6        | Subcampeones     | -                   |
| 2015–16   | 1        | Basketligan | 7        | Cuartos de final | -                   |
| 2016–17   | 1        | Basketligan | 4        | Semifinales      | -                   |
| 2017–18   | 1        | Basketligan | 7        | -                | -                   |
| 2018–19   | 1        | Basketligan | 10       | Descenso         | -                   |

## Palmarés
- Basketligan
  - Subcampeón (1): 2015

## Jugadores destacados
| - Rhys Carter - Martin Kohlmaier - Justin Robinson - Mikko Olli - Joel Guei - Conor Grace - Helgi Magnússon - Mindaugas Budzinauskas - Giedrius Jankauskas - Justinas Pavlavičius - Joakim Hellström | - Borislav Djordjic - Jesper Andersson - Rasmus Dahlberg - Rickard Eriksson - Anton Gaddefors - Viktor Gaddefors - Kevin Gaines - Alexander Gorski - Pierre Hampton - Johan Jeansson - Odin Lindell | - Axel Nordström - Dwight Burke - Danny Gathings - Thomas Jackson - Delvon Johnson - Gabe Martin - Justin Mason - Benjamin Smith - Gordon Watt - Keith Wright - Liam Rush | - Marko Djuric - Aron Molnar - Brice Massamba - Mannos Nakos - Oluoma Nnamaka - Howard Frier - Oladapo Ayuba - Jeff Horovitz - Jonathan Robinson - Tim Whitworth |